# Apoyo al combate
En el Ejército de Estados Unidos, el término apoyo al combate se refiere a las unidades que proporcionan apoyo de fuegos y de asistencia operacional a los elementos de combate. Las unidades de apoyo al combate proporcionan funciones de apoyo especializadas en áreas como guerra química, ingeniería de combate, inteligencia y comunicaciones.

## Diferencia con Servicios de Apoyo al Combate
El apoyo al combate no deberían confundirse con los Servicios de Apoyo al Combate, que son las unidades que principalmente proporcionan apoyo logístico entregando abastecimientos, mantenimiento, transporte, atención médica y otros servicios requeridos por los soldados en las unidades de combate para poder continuar con su misiones en combate. 
Expresado de otra forma, las unidades de Apoyo al Combate se enfocan en proporcionar el apoyo operacional a las unidades de combate, mientras que las unidades de los Servicios de Apoyo al Combate se enfocan en proporcionar el apoyo logístico a las unidades de combate. Las unidades que realmente combaten se les conoce colectivamente como unidades de Armas de Combate, de ahí que todas las unidades del ejército caen en una categoría de ya sea armas de combate, apoyo al combate o servicio de apoyo al combate.

## Clasificación del Ejército de Estados Unidos
En el Ejército de Estados Unidos, las ramas de apoyo al combate son las siguientes:
- Cuerpo Químico
- Cuerpo de Ingenieros (estas unidades están involucradas con la ingeniería civil no con la ingeniería de combate)
- Cuerpo de Inteligencia Militar
- Cuerpo de Policía Militar
- Cuerpo de Señales
- Aviación de ejército (unidades de helicópteros de reconocimiento del campo de batalla, inteligencia de señales y asalto aéreo)

## Insignias de las ramas
|                                        |
| Insignia de la rama del Cuerpo Químico |

|                                                        |
| Insignia de la rama del Cuerpo de Inteligencia Militar |

|                                              |
| Insignia de la rama del Cuerpo de Ingenieros |

|                                                   |
| Insignia de la rama del Cuerpo de Policía Militar |

|                                           |
| Insignia de la rama del Cuerpo de Señales |

### Reemplazo por las funciones del combate de la guerra
Con la publicación del FM 3–0, Operaciones en febrero de 2008, se rescindieron los términos de Armas de Combate, Apoyo al Combate y Servicios de Apoyo al Combate. y fueron reemplazados por las funciones del combate de la guerra, que incluyen movimiento y maniobra, inteligencia, mando y control, sostenimiento y protección.